# Seleção Neerlandesa de Hóquei sobre a grama masculino
A Seleção Neerlandesa de Hóquei Sobre a Grama Masculino é a equipe nacional que representa os Países Baixos em competições internacionais de hóquei sobre a grama. A seleção é gerenciada pela Koninklijke Nederlandse Hockey Bond.
A equipe neerlandesa é uma das seleções de hóquei sobre a grama mais bem-sucedidas da história do esporte com seis medalhas de ouro nos Jogos Olímpicos, três títulos na Copa do Mundo e o Champions Trophy por oito vezes.